# 香港板球男子代表隊
香港板球男子代表隊（英语：Hong Kong cricket team）是香港的官方男子板球代表队，由香港板球总会负责管辖。香港隊在1866年首次參加比賽，在1969年成為國際板球理事會的聯合會員(Associate member)。
香港隊在2004年首次參加國際單日賽(One Day Internationals)，在2014年板球世界盃外圍賽奪得第三名。香港隊在2014月1月獲得一日制國際賽資格(ODI Status)，唯在2018年3月對陣荷蘭隊被擊敗後被取消資格。晉級20回合制世界賽決賽週後﹐香港隊也取得了20回合制國際賽的資格。

## 早期歷史
在鴉片戰爭後，英國人將板球從英國引入香港，香港第一場有紀錄的枝球比賽在1841年進行。1866年香港隊跟上海隊的賽事，是香港隊第一次與其他地方的球隊比賽。1892年，香港隊作客上海後，在回程時乘坐的船隻遇上台風，125人遇難，在倖存的23人當中，有2名是香港隊的成員，而另外11名成員則不幸遇難。
香港隊由1952年開始參加國際賽，1969年取得國際板球理事會的聯合會員資格。

## 国际板球理事会會員資格
由1982年起，香港隊開始國際板球協會冠軍杯(ICC)的比賽，唯在首輪出局。

## 21世紀
2014年：香港首次參加20回合制世界賽決賽週，在第一場比賽擊敗東道主孟加拉，獲得香港隊對國際板球理事會的全會員國家的首次勝利。香港也參加了2014年亚洲运动会的板球項目，在八強擊敗馬來西亞後，準決賽不敵阿富汗四強出局。
2015年：香港首場一級賽對納米比亞，同年11月對阿拉伯联合酋长国取得第一場一級賽的勝利，也在阿拉伯联合酋长国身上取得第一場一日國際賽的勝利。香港第二次晉級20回合制世界賽決賽週。
2016年：香港首次在主場舉辦一級賽及一日賽，擊敗來訪的蘇格蘭隊。在20回合制世界賽決賽週中，香港在小組賽三戰全敗，提早出局。
2018年：在2018年板球世界外圍賽中，香港擊敗阿富汗，是首次在一日賽中擊敗全會員代表隊。

## 大賽成績

### T20 世界杯
| T20 世界杯成績 | T20 世界杯成績 | T20 世界杯成績 | T20 世界杯成績 | T20 世界杯成績 | T20 世界杯成績 | T20 世界杯成績 | T20 世界杯成績 | T20 世界杯成績 |
| 年份           | 回合           | 成績           | 比賽           | 勝             | 負             | 和             | 沒有結果       |                |
| -------------- | -------------- | -------------- | -------------- | -------------- | -------------- | -------------- | -------------- | -------------- |
| 2007           | 未能晉級       | 未能晉級       | 未能晉級       | 未能晉級       | 未能晉級       | 未能晉級       | 未能晉級       |                |
| 2009           | 未能晉級       | 未能晉級       | 未能晉級       | 未能晉級       | 未能晉級       | 未能晉級       | 未能晉級       |                |
| 2010           | 未能晉級       | 未能晉級       | 未能晉級       | 未能晉級       | 未能晉級       | 未能晉級       | 未能晉級       |                |
| 2012           | 未能晉級       | 未能晉級       | 未能晉級       | 未能晉級       | 未能晉級       | 未能晉級       | 未能晉級       |                |
| 2014           | 小組賽         | 15/16          | 3              | 1              | 2              | 0              | 0              |                |
| 2016           | 小組賽         | 16/16          | 3              | 0              | 3              | 0              | 0              |                |
| 2020           | 未能晉級       | 未能晉級       | 未能晉級       | 未能晉級       | 未能晉級       | 未能晉級       | 未能晉級       |                |
| 合計           |                |                | 6              | 1              | 5              | 0              | 0              |                |

### 亚洲运动会
- 2010: 八強
- 2014: 四強

## 榮譽
- 香港傑出運動員選舉

「香港最佳運動隊伍」（2006年、2017年 - 共2次當選）

## 外部連結
- 香港板球 （页面存档备份，存于）